# 両側帯状回切截術
両側帯状回切截術（りょうそくたいしょうかいせっせつじゅつ）は、精神外科の一術式であり、前頭葉白質切截術の代替として1948年に導入された。現代では、主にうつ病と強迫性障害の治療に用いられている 。 21世紀初頭のロシアでは、物質依存の治療に対しても用いられたほか、慢性疼痛の治療としても実施されている。 慢性疼痛の治療としても実施されている。 この手術は、前帯状皮質を交通する帯状束のうち脳梁上神経線維の切断を目的として行われる。

## 歴史
帯状回切截術（チングロトミー）は、1940年代、標準式ロボトミーに伴う人格変化等の望ましくない有害事象を軽減しつつ、精神疾患の症状緩和を両立することを狙い、標準式前頭葉白質切截術の代替術式として導入された。
アメリカの生理学者ジョン・F・フルトンは1947年のイギリス脳神経外科学会の会合において「人に対する帯状回切除術（チングレクトミー）は、白質切截術の縮小術式として、適切な術式たりうる可能性がある」と述べ、帯状回切截術を提案した。この術式は、帯状回には情動において重要な役割を持つ解剖学的回路の本体があるというジェームズ・パペッツの仮説（情動回路説）から生まれた。 精神障害者に対し帯状回切截術を行った報告はパリのJ Le Beau、オクスフォードのヒュー・ケアンズ、オレゴンのケネス・リヴィングストンらによるものが最初である。

## 対象
両側性帯状回切截術では、大脳辺縁系の一部である前帯状皮質を対象とする。大脳辺縁系はヒトの大脳において感情と情動の統合を担っており、帯状回、海馬傍回、扁桃体、海馬体からなる。
機能的磁気共鳴画像法（fMRI）を用いた両側帯状回切截術術後患者の研究では、前帯状皮質は認知制御について重要な役割を持ち、注意関連応答（attentional response）の制御に関与している可能性が高いが、そのうち背側領域はその処理を担当する部位かどうか特定されず、その関連については議論されている。 
前帯状回背側部の機能は、互いに矛盾する情報信号の整理と処理に関連している。脳神経画像による研究では、前帯状皮質が上位皮質及び感覚統合を担う領域を調整、関与していることも示している。
これらの研究結果は両側帯状回切截術を行った9例の患者について、前帯状回の単一のニューロンを対象とした定位的微小電極解析によっても裏付けられている。 この研究では、注意を必要とする課題が、前帯状回に位置する36ニューロンの活動にもたらす効果を調査した。分析の結果、注意を要する課題のシミュレーションでニューロンの基礎発火頻度に変化が見られたことから、前帯状皮質は注意を要する認知の修正に実際に関与していることが示された。
脳機能イメージングによっても、前帯状皮質それ自身にも複数の区域が機能ごとに存在していることが明らかとなった。中帯状皮質前方部(aMCC)は認知機能のうちでも重要な部分、注意、強調、干渉、反応競合に関与していることも研究で判明している 。
前帯状皮質のニューロンの機能に関する電気生理学的検査を組み合わせることで、強迫性障害の治療としての前帯状回切截術をさらに改良しうる示唆が得られた。
前帯状回切截術の理論的背景としては、ある種の課題の変法である情動ストループ課題（Emotional Stroop tasks）は、強迫性障害患者では特に賦活効果が見られることが知られていて、前帯状皮質でもより吻側のニューロンを活性化させるという事実に基づいている。つまり、理論的には、もし両側前帯状回切除術がそのような患者の前帯状回吻側に行われたならば、より好ましい結果が得られると考えられている。
その上、強迫性障害は大脳基底核の形成不全とも関連している。 大脳基底核の機能は皮質―線条体―視床―皮質回路（CSTC回路）と関係する並列して走行する多くの神経線維から構成されるようにマッピングされており、感覚運動系、運動系、眼球運動系、そして大脳辺縁系によって発現される認知処理に関与している。 この回路はGABA作動性抑制性投射ニューロンにも関与していて、脳内の異なる構造物間の伝達経路の一つとして機能している。 ある種の強迫性障害では、CSTC回路を構成する回路の一つ、または複数の機能不全によって起きるとの仮説がある。  この仮説は強迫性障害患者では、皮質内抑制が大幅に低下しているという事実からも示唆される。そのため、前帯状皮質の障害が、抑制能力を低下させているのではないかという仮説が立てられた 強迫性障害の皮質領域の抑制系と賦活系を評価した他の研究でもこの理論は検証されている。 この研究では、強迫性障害患者の皮質内抑制と運動野の賦活を健常人と比較したものである。 
研究の結果皮質内抑制が大きく減少して、その結果刺激間間隔が3ミリ秒遅延していることが判明した。
前帯状皮質は、大脳辺縁系や、特に情動経験で重要な役割を果たす扁桃体に近く、関連性がある点に加え、多数の視床核、後帯状皮質、頭頂葉、前頭葉の一部、補足運動野とも求心路、遠心路を共有している。 これらの事実はすべて、前帯状皮質が強迫性障害と関連している可能性が高いことを強く示唆している。
機能的核磁気共鳴画像法（fMRI）による前帯状皮質の分析では、両側帯状回切截術を慢性疼痛の治療法として導入することにもつながった。前帯状皮質が侵害受容性情報入力の処理に関与していることが明らかになったためである。前帯状皮質の役割は、特に、物理的刺激強度そのものよりも、その刺激によって人がどの程度影響するかを解釈することにある。

## 方法
1992年に出版された本で、その時代の術式についての説明がみられる。多くの場合、両側帯状回切截術は医療チームによって一連の頭部単純CTを撮影し、X線の脳画像を得ることから始まる。この過程で対象である脳実質が正確に確認される。前帯状皮質が画像で取得され、その結果外科医が対象を同定できるようになる。
その後患者の頭蓋骨にドリルで穿頭孔が作られる。重要な動脈や血管を避けつつ、事前に設定されたチャートをもとに、適切な角度で患者の脳実質へ挿入された精密な挿入電極を使用して対象組織へ侵襲が加えられる。電極はプローブまたはホルダーの内部にあり、その先頭だけが露出している。ホルダーが脳実質に正確に挿入されると、空気を注入し、スキャンを加えさらに画像を取得する。ホルダーが正しい位置にあることを医療チームが確認した後に、電極の先端を帯状回面に進め、セ氏75-90度に加熱する。 最初の侵襲を加えた後、その侵襲部位は続く何回かの侵襲の指標として機能する。侵襲が適切な位置に設定できたかどうかを確認するために、術後にスキャンが行われ、画像を分析する。
しかしながら、近年の技術的進歩によって、両側帯状回切截術はより精密な術式となっている。例えば、この手術を執刀する現代の脳神経外科チームはこの手技を核磁気共鳴画像法によって、前交連と後交連の位置を特定するため使用することができる。 
この方法により、脳神経外科医は多数の冠状断画像を取得することが可能となり、侵襲を設定する必要のある前帯状皮質の地点の脳定位座標を算出することができるようになった。それに加え、MRIは細胞の組成をより正確に識別することができるため、対象領域の灰白質を容易に特定できるようになっている。このことは、微小電極記録からも確認することができる。

## 有害事象
患者がこの手術から回復するのに通常4日以上かかるが、術後わずか48時間で退院となる症例もみられる。両側帯状回切截術に関係しておこる軽度かつ急性期の術後合併症で、もっとも一般的なものは、脳神経外科手術で一般的にみられる嘔気、嘔吐、頭痛が含まれるが、それ以外の合併症も起こりえる。
症例によっては、外科的侵襲から2か月経過までに時に発作が見られたことが報告されている。しかしそれは、すでにその既往がある患者において報告されたものであるため、前帯状回切截術に由来するものかどうかは疑義がある。

## 症例報告
2002年、マサチューセッツ総合病院で1965年-1986年に強迫性障害の治療のため両側帯状回切截術を実施した44症例の経過を追跡した論文が発表された。いくつかの評価基準に基づき、長期間（中央値32か月）患者たちの経過を観察した。この研究は、以下4つの臨床的疑問（Clinical questions）に着目して行われた：
1)手術実施後、6か月時点のフォローアップで治療反応群と判定される群の比率と、直近のフォローアップで治療反応群と判定される比率はどの程度か？
2)複数回手術が実施された場合、手術以前と直近のフォローアップとでどう違うのか？
3)手術実施後、直近のフォローアップにおいて、機能面で有意な変化が見られるのか？
4) 両側帯状回切截術に関連する有害事象の性質とその頻度はどのようなものか？
。
DSM-III-Rにおける強迫性障害の基準に合致すること、その症状は顕著であり、機能的損失の原因となっていること、明確かつ厳格な薬物療法や、行動療法にもかかわらず奏功しなかったことの3条件にあてはまる患者をまず選定した。その後、両側帯状回切截術が行われた患者に対して同意を取得の上、かかりつけの精神科よりマサチューセッツ総合病院両側帯状回切截術評価委員会へ紹介の上、委員会を構成する精神科医、脳神経外科医、脳神経内科医が医療面接を行った。DSM-III-Rのほかに、自己記入式Yale-Brown強迫観念・強迫行為尺度（Y-BOCS）、うつ病自己評価尺度（Beck Depressin Inventry）、Sickness Impact Profileを併用して評価が行われた。
以上の条件をみたし、マサチューセッツ総合病院で両側帯状回切除術を1回以上実施された患者44人（男性28人、女性16人）を対象とした。手術からの経過時間の平時間は34.4年（16年-69年、標準偏差11.8年）であった。
追跡の結果、手術後の初回フォローアップの時点では11%が治療反応群に分類され、9%が部分的治療反応群に分類された。治療反応群ではY-BOCSで平均20.4%減少し、臨床的総合印象尺度（Clinical global improvement score）では平均3.6であった。下位項目である抑うつ気分、不安において有意差を認めた。
直近のフォローアップでは、14/44人（32%）が平均32か月のフォローアップ期間中反応群に分類され、6人がさらに別に部分的反応群に分類された。合計20人（45%）が部分的反応以上を示したことになる。Y-BOCSの平均減少度は28.7%。CGIでは2.8であった。
複数回の両側帯状回切截術を実施された患者では、初回の手術後では1人（6%）の治療反応者、2人（11%）の部分的治療反応者がみられたのみであった。しかし2回目の初回フォローアップ時では、4人（22%）が治療反応群に分類され、初回で部分的治療反応だったものは2回目で治療反応群となった。複数回手術が実施された18人のうち直近のフォローアップ時では、5人（28%）が治療反応群、2人（11%）が治療反応群であった。合計で7人（39%）が、部分的反応以上を示したことになる。
しかし単回手術と複数回手術とで比べた場合、統計的に有意な治療成績差は見られなかった。
治療抵抗性強迫性障害に対して手術を行った28人のSIPでは、後方視的に計算された治療前の状態と手術後直近のフォローアップを比べた場合、全スコアで有意な改善を認め、11の下位項目で有意な改善がみられた。術前と比べ機能低下を示した項目は見られなかった。
有害事象について、9人（20%）に1つ以上の有害事象が報告された。2人（5%）に記憶障害がみられ、1人は神経心理学的検査で、もう1人は自己申告であったが、6-12か月で改善した。1人（2%）の患者に手術後活力の減退を伴う無気力感がみられ、6か月以内に改善した。3人（7%）に排尿障害が見られ、2人（5%）は尿閉もきたしたが、いずれも術後数日で改善した。3人目は術前に前立腺癌と診断されており、元々尿失禁があったが手術後増悪した症例であった。1人（2%）に抗てんかん薬での治療を要するてんかん発作が出現した。1人（2%）は術後脳浮腫から水頭症となったが、脳室開窓術で改善した。1人（2%）の患者は自殺したが、自殺以前に強迫性障害の症状は改善しており、うつ病の病歴が長く、希死念慮が8年以上遷延し自殺企図を1度きたしたことのある患者であった。以上の有害事象のうち、遷延したものはてんかんの症例と頻尿の増悪をきたした2人（5%）であった。
薬物療法、行動療法を組み合わせてもなお反応しなかった難治性の強迫性障害に対して手術を実施した場合、厳格な治療基準に対してさえ1/3が手術に反応し改善が見られ、より緩やかな条件では45%が治療に反応した。遷延する有害事象としてはてんかん発作や無気力感が少数見られた。論文の著者らは、完全な解決は困難であるものの両側帯状回切截術においては過去の研究でも顕著ではなく、術後生活機能の改善が見られているため治療手段として考慮する価値があるが、治療反応性を予測できる因子の特定が必要であると結んでいる。
両側帯状回切截術は、難治性の慢性疼痛の治療としても用いられてきた。224症例からなる11の症例研究のシステマティックレビューでは、前帯状回切截術の実施後、1年後のフォローアップ時に60%以上に著明な疼痛の改善が見られたことを報告している 。対象となった症例研究のうち難治性慢性疼痛における両側帯状回切截術の治療効果を対象とした臨床研究が１つある。 その論文では、23人の患者（述べ28回の両側帯状回切截術が実施された）の経過を対象とした。質問紙法によって、疼痛の改善度について個々人に質問し、その結果を分析した。それに加え、対象者が受けた社会的機能、家族関係について、評価者が調査した。  18人の患者が質問紙に回答した。72%が疼痛の改善を報告し、55%は医療用麻薬から離脱し、57%は家庭生活における改善を、72%は社会的機能における改善がみられたと回答した。患者の56%が両側帯状回切截術によって利益を受けたと回答し、28%は元々の活動や労働に復帰した。患者の39%に一過性または治療で良好に制御されたてんかん発作が発生した。5人の患者は、うち1人は術後脳膿瘍となったにもかかわらず2度目の両側帯状回切截術を希望した。患者の主観評価は、臨床的評価とよく合致していた。難治性慢性疼痛に対して、両側帯状回切截術は安全であり、過半数の患者は手術で良好な結果を得て有効な治療であったと回答した。手術関連の死亡はなかった。